# Tsukuba (Ibaraki)
Tsukuba (つくば市 Tsukuba-shi?) es una ciudad situada en la Prefectura de Ibaraki de Japón. Tsukuba es conocida como la Ciudad de las Ciencias de Tsukuba (筑波研究学園都市 Tsukuba Kenkyū Gakuen Toshi). 

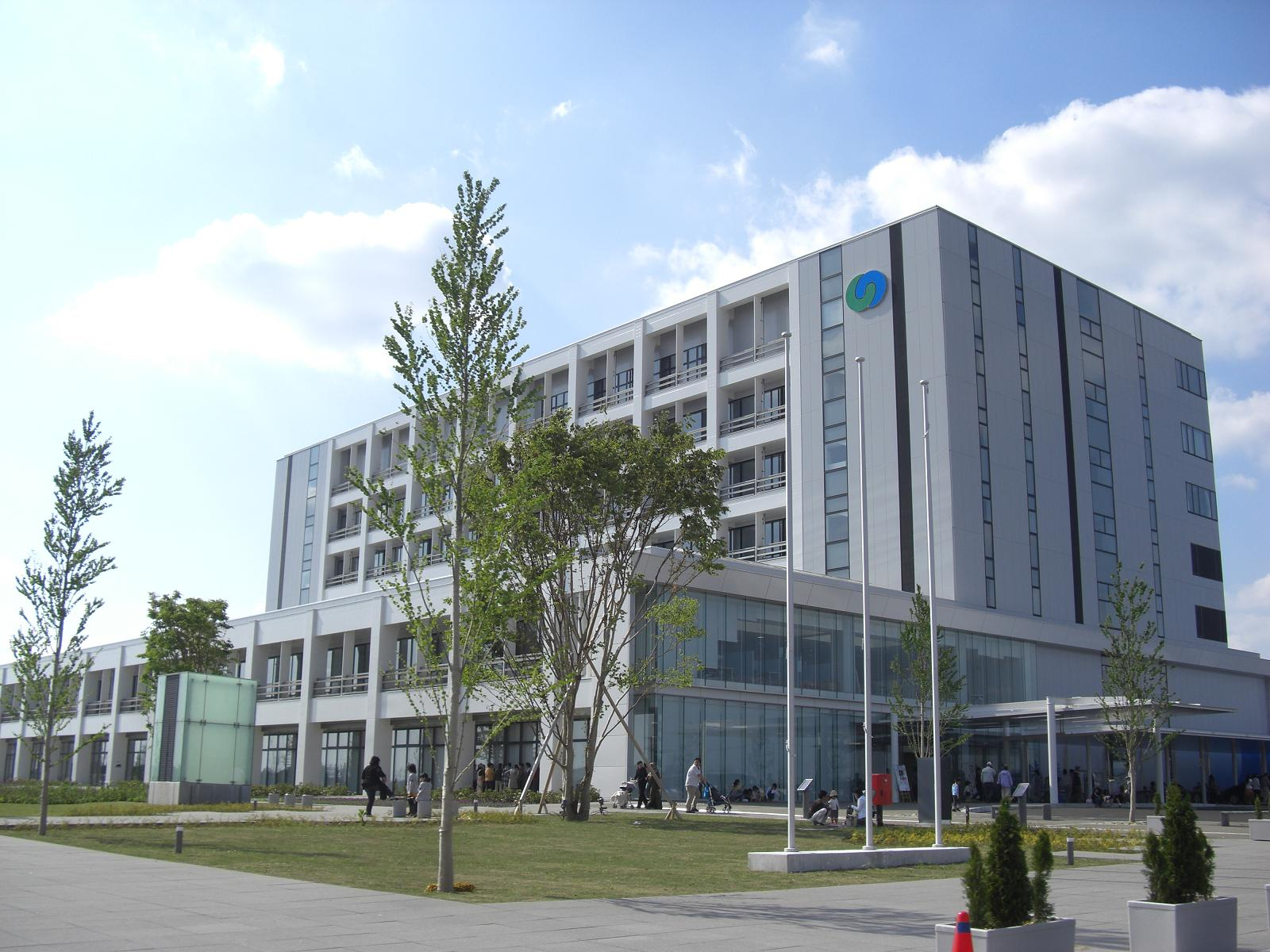
Ayuntamiento de Tsukuba

Es una ciudad planificada y desarrollada en la década de 1960. La ciudad fue construida utilizando como modelo a ciudades igualmente planificadas con el desarrollo científico como norte, tales como Akademgorodok (Novosibirsk), Bethesda, Brasilia y Palo Alto. La ciudad fue creada al unificar asentamientos antiguos como Ōho, Sakura,Toyosato y Yatabe.
Hacia el 2008, la ciudad contaba con una de población de 207.394 habitantes y una densidad de población de 730 habitantes por km ². Su superficie total es de 284,07 km². Tsukuba a veces es considerada parte del área metropolitana de Tokio. 
Tsukuba se encuentra ubicada a unos 50 kilómetros del centro de Tokio. El acceso a Tokio se realiza entre otros, por la autopista Jōban Expressway en unos 30 minutos o por la línea férrea Tsukuba Express a la estación de Akihabara en unos 45 minutos.
El año 1985, se llevó a cabo en esta ciudad, la Exposición Internacional de Tsukuba (1985) o también conocida como "Tsukuba Expo 1985".

## Historia
El Monte Tsukuba ha sido un lugar de peregrinación por lo menos desde el período Heian. 
Durante el período Edo, partes de lo que más tarde se convirtió en la ciudad de Tsukuba, fueron administrados por una rama menor del Clan Hosokawa, el Dominio Yatabe, uno de los dominios feudales del Shogunato Tokugawa. 
Con la creación del sistema de municipios después de la Restauración Meiji, el 1 de abril de 1889 la población de Yatabe se estableció en el Distrito Tsukuba.
El 30 de noviembre de 1987, la población de Yatabe se fusionó con las poblaciones vecinas de Ōho, Toyosato y la villa de Sakura para crear la ciudad de Tsukuba. 
El 1 de abril de 2007 fue designada Tsukuba como ciudad especial de Japón, adquiriendo mayor autonomía.

## Ciudad de las Ciencias de Tsukuba
La ciudad posee un gran complejo universitario de alto nivel tecnológico y científico y varios colegios primarios y secundarios de alto  nivel educativo. Además, la ciudad tiene una de las poblaciones más eruditas del país en densidad, con más de 15.000 Ph.D de entre una población total de 207.394 personas para el año 2008.
La ciudad cuenta con más de  40 centros principales de investigación del país, incluye JAXA: Agencia Japonesa de Exploración Aeroespacial, KEK: Organización de Investigación de Aceleradores de alta energía y NIMS: Instituto Nacional de Ciencia de Materiales, entre otros. 
Recientemente, Tsukuba ha sido nombrada como el centro neurálgico en robótica y nanotecnología de Japón. Parte de ello se debe a la existencia del proyecto Cybernics como parte del programa Global COE, aprobado y financiado por el Ministerio de Educación, Cultura, Deporte, Ciencia y Tecnología de Japón (MEXT), como estrategia para el desarrollo de centros de educación e investigación japoneses de "clase mundial" que impulsen el desarrollo general del sistema educativo de la nación. Dicho proyecto es liderado por el profesor Yoshiyuki Sankai de la Universidad de Tsukuba en los laboratorios de esta casa de estudio, buscando fusionar humanos, máquina y sistemas de información en solo concepto; gracias a ello, se ha logrado desarrollar el sistema HAL (Hybrid Assistive Limbs), un traje robótico exoesquelético, capaz de detectar las señales bioeléctricas débiles en extremidades, compensando las fallas e incrementando la fuerza en personas con impedimentos físicos, entre varias utilidades. Esta invención fue la ganadora del prestigioso World Technology Award 2005.

## Institutos de investigación de Tsukuba
- Agencia Japonesa de Exploración Aeroespacial (JAXA)
- KEK Organización de Investigación de Aceleradores de Alta Energía (KEK)
- Instituto Nacional de Ciencia de Materiales (NIMS)
- Autoridad de Información Geoespacial de Japón
- Nacional de Alimentación y el Instituto de Investigación (NFRI)
- Instituto Nacional de Ciencia Industrial y Tecnología Avanzadas (AIST)
- Instituto Nacional de Estudios Ambientales
- Instituto Nacional de Ingeniería Rural
- Centro de Ciencias Naturales: RIKEN BioResource Center (RIKEN BRC)
- Jardín Botánico Experimental de Tsukuba
- Universidad de Tsukuba (UT) (筑波大学)[8]
- Corporación Universitaria Nacional - Universidad Tecnológica de Tsukuba (NTUT) (筑波技術大学)
- Universidad de Postgrado de Estudios Avanzados (総合研究大学院大学)
- Universidad Tsukuba Gakuin (TGU) (筑波学院大学)

## Sitios de interés en Tsukuba
- Monte Tsukuba, se encuentra ubicado cerca de la ciudad y en particular, es conocido por su santuario sintoísta con forma de sapo, llamado Santuario Tsukuba.
- Estación experimental de plantas medicinales de Tsukuba, Jardín Botánico Experimental de Tsukuba (筑波実験植物園). 〒305-0005 Amakubo 4 - 1 - 1.
- Sala de exhibición de KEK (KEK Exhibition Hall). Esta sala pertenece a KEK, Organización de Investigación de Aceleradores de alta energía. (高エネルギー加速器研究機構 Kō Enerugī Kasokuki Kenkyū Kikō, KEK, The High Energy Accelerator Research Organization). Es una sala que posee  réplicas a escala de los aceleradores y explican someramente su funcionamiento; además se encuentra en ella, la Medalla de Premio Nobel de Física de 2008 otorgado a Makoto Kobayashi. 〒305-0817 Ōho 1-1.
- Centro Espacial de Tsukuba (Tsukuba Space Center). Este centro pertenece a la Agencia Japonesa de Exploración Aeroespacial (宇宙航空研究開発機構 Uchuu koukuu kenkyuukaihatsu kikou, Japan Aerospace Exploration Agency, JAXA). 〒305-8505 Sengen 2-1-1.
- Museo de la Ciencia de la cartografía y de la topografía (地図と測量の科学館 Chizu to Sokuryō no Kagakukan, The Science Museum of Map and Survey). Este museo está a cargo de Autoridad de Información Geoespacial de Japón (国土地理院 Kokudo Chiri-in, Geospatial Information Authority of Japan). 〒305-0811 Kitasato 1.
- Museo Geológico (地質標本館 Geological Museum). 〒305-8567 Higashi 1-1-1.
- Tsukuba Expo Center. Un modelo de tamaño natural (50 metros de altura) de un cohete de tipo H-Ⅱ da la bienvenida a Tsukuba Expo Center. Es un planetario que cuenta con los más avanzados sistemas.〒305-0031 Azuma 2-9
- Estudio Cyberdyne, Cyberdyne Studio. Es una instalación donde se puede estar en contacto con las tecnologías robóticas más avanzadas, pertenece a Cyberdyne Inc., que es una compañía de robótica japonesa, conocida por el desarrollo del HAL 5 traje exoesqueleto robótico.  〒305-0817 Kenkyu Gakuen iias 2F, C50-1. Nota: Cyberdyne Systems, es una empresa ficticia creadora de Skynet (Terminator), correspondiente a la saga  que engloba películas, series de televisión, libros, cómics  y videojuegos de Terminator.
- Parque Tsukuba EXPO '85 Memorial (Tsukuba EXPO '85 Memorial Park).  En este sitio se celebró la Exposición Internacional de Tsukuba del año 1985. La floración del cerezo (sakura) se aprecia en la primavera. 〒305-0841 Miyukigaoka 6.
- Parque Dōhō. Se encuentra cerca del Centro Espacial de Tsukuba y del Museo Geológico. Se trata de un extenso  parque, rodeado de vegetación, con un estanque, instalaciones deportivas y lugares de descanso; este parque a la vez está conectado con otros parques, lo que hace que sea un área de varios kilómetros para caminar. 〒305-0051  Ninomiya 2-20.
- Jardín de peonías de Tsukuba (Tsukuba Peony Garden). 〒300-1248 Wakaguri 500.
- Ruinas de Hirasawa (平沢官衙遺跡) del extinto Distrito de Tsukuba procedente desde los Período Nara y Período Heian, es un parque histórico declarado sitio histórico nacional.
- Sitio del Castillo Oda (小田城), un lugar histórico de la prefectura.
- Cerca del centro de Tsukuba, en la ciudad de Shimotsuma, se encuentra localizado el autódromo Circuito de Tsukuba, un popular circuito que alberga el D1 Grand Prix y otros eventos deportivos de carreras de autos y motos.

## Nombre de la ciudad en kanji
El nombre en hiragana de la ciudad es つくば (Tsukuba), y corresponde a un pequeño número de ciudades en Japón, cuyos nombres están definidos oficialmente que se escriban en el silabario hiragana en vez de kanji (caracteres chinos). Cuando se escribe la ciudad de Tsukuba en kanji, se representa por los caracteres "筑波".

## Galería de imágenes

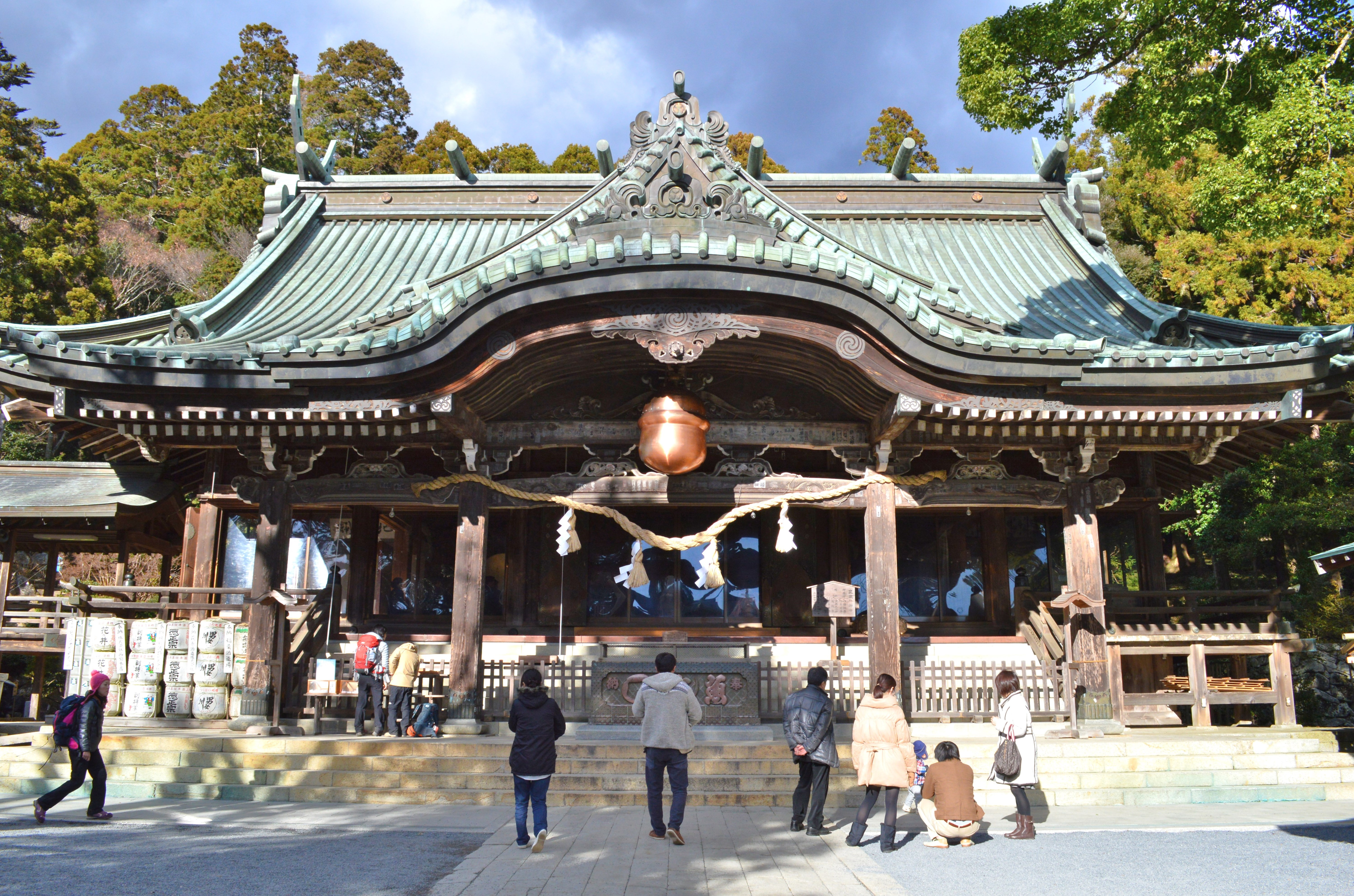
Santuario Tsukuba en el Monte Tsukuba
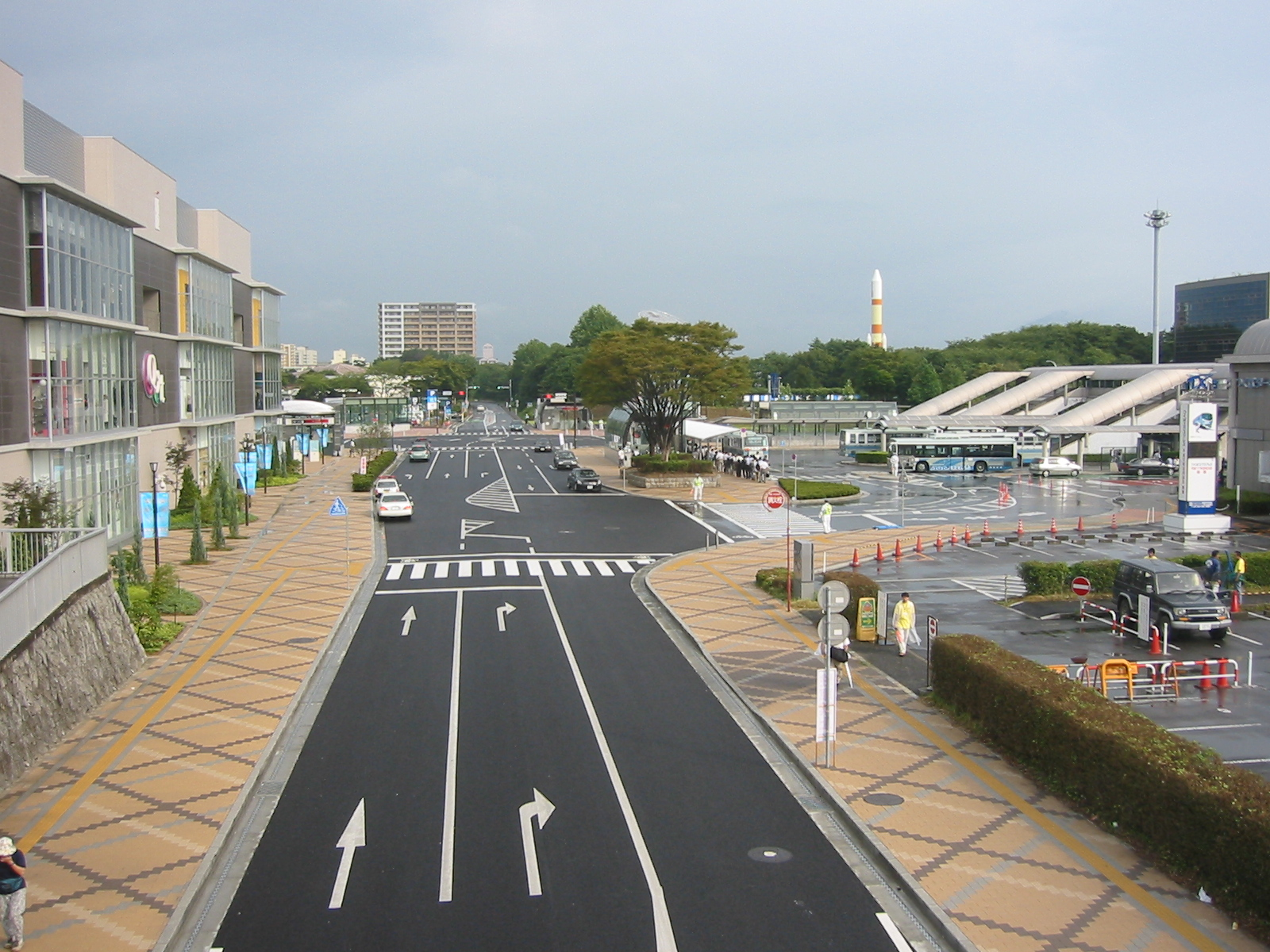
Centro de Tsukuba
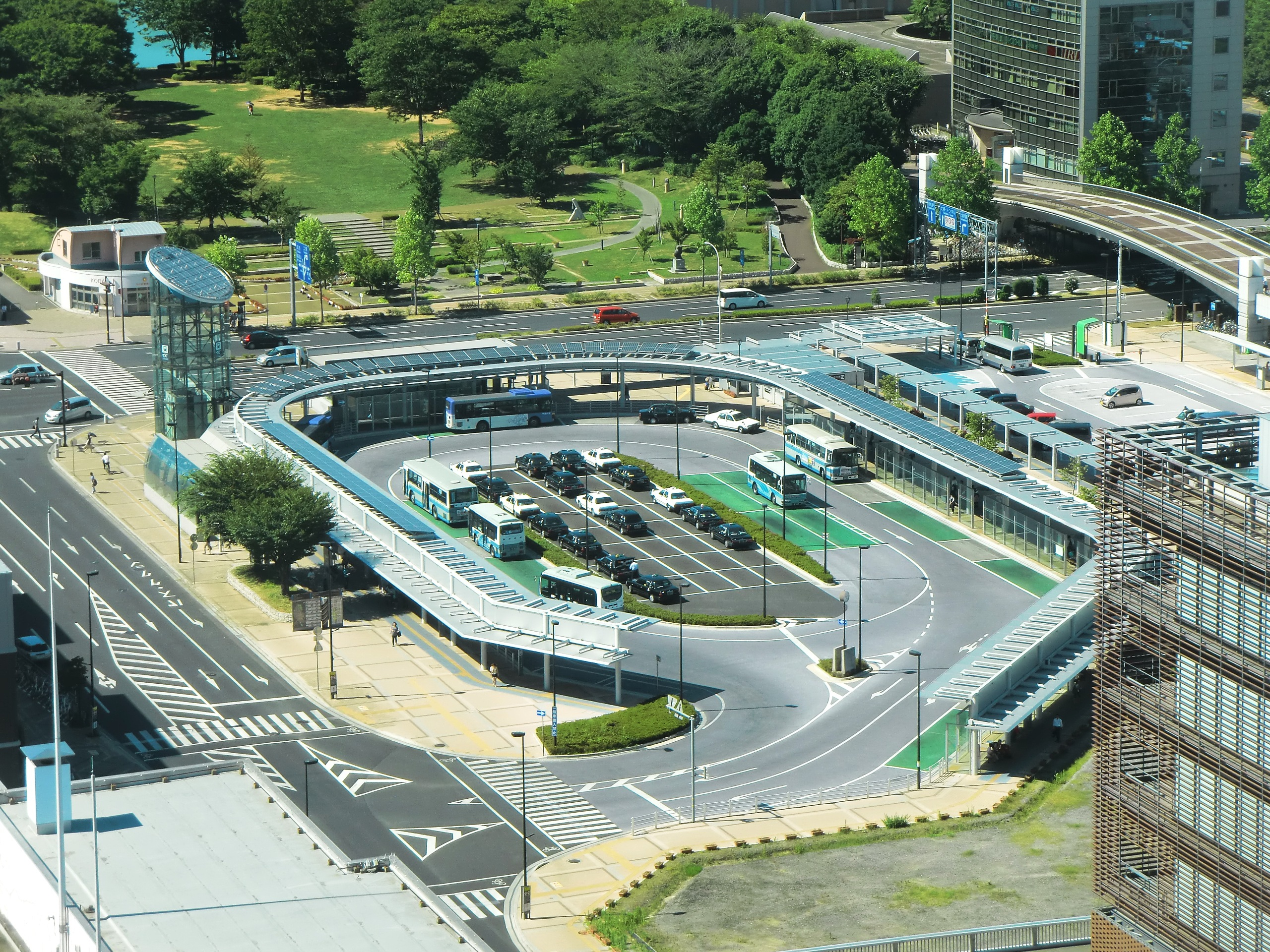
Terminal para acceso a la estación central
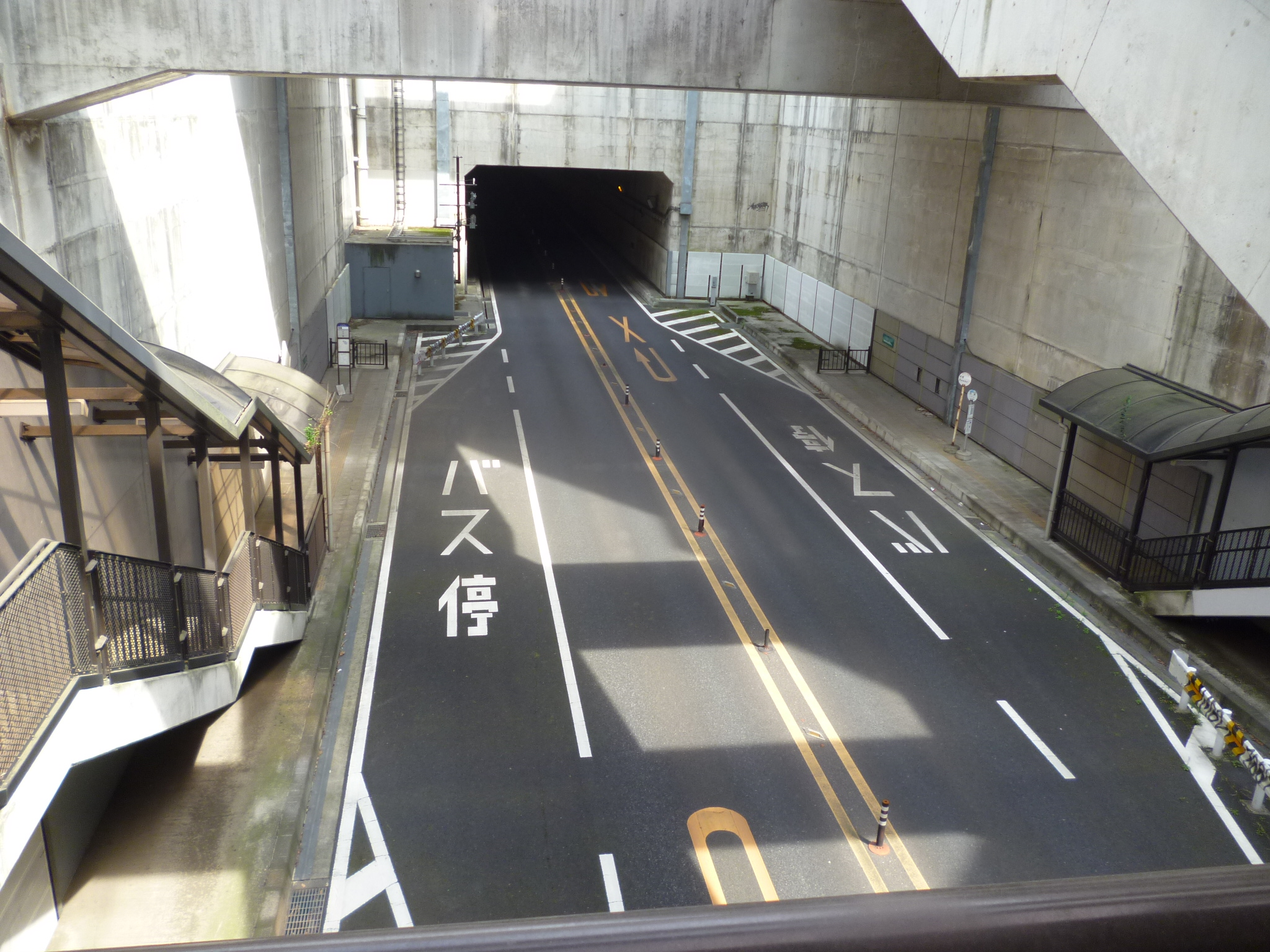
Túnel – Parada acceso a la estación central
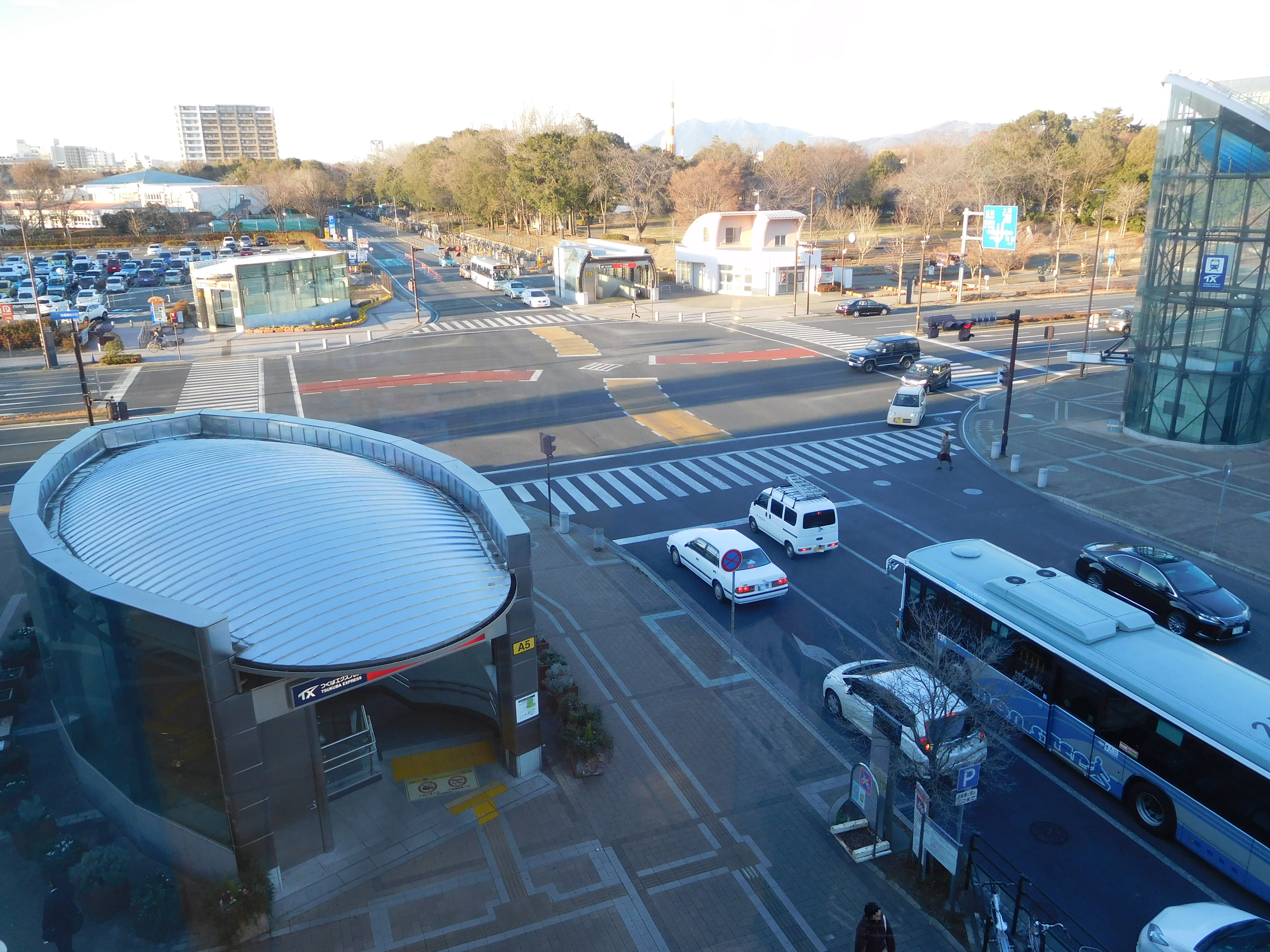
Estación central
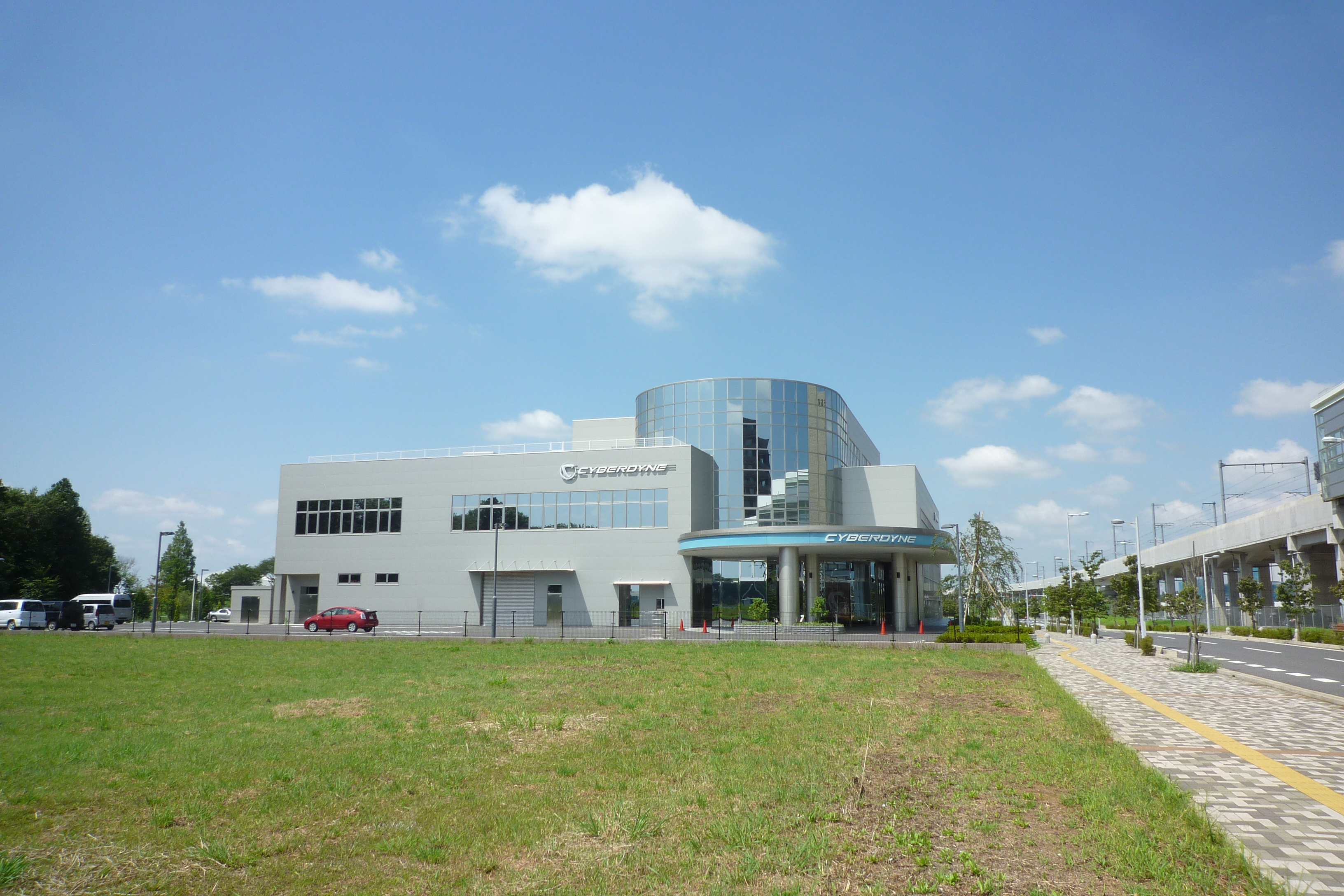
Cyberdyne Inc.

## Ciudades hermanadas
- Irvine, Estados Unidos de América.
- Milpitas, Estados Unidos de América.
- Cambridge, Estados Unidos de América.
- Shenzhen, República Popular China